# Den hemmelige krig
Den Hemmelige Krig er en kontroversiel dansk dokumentarfilm fra 2006 af instruktør Christoffer Guldbrandsen, produceret af Cosmo Doc og Guldbrandsen Film for DR2.
Filmen følger de danske specialstyrker i Afghanistan i 2002 og deres deltagelse i den såkaldte krig mod terror, og den undersøger hvad de danske soldater foretog sig og på hvilket politisk grundlag.

## Filmens hovedpåstande
Filmen forsøger at dokumentere at afghanere, i danske soldaters varetægt, efterfølgende blev udleveret til amerikanere, selvom den danske regering var bekendt med at de amerikanske soldater ikke længere overholdt Genévekonventionen, samt at regeringen fortav oplysningen for Folketinget.

## Debat om filmen
Filmen har været genstand for voldsom debat samt adskillige analyser og undersøgelser.
- Daværende statsminister Anders Fogh Rasmussen kritiserede jan. 2007 DR usædvanligt skarpt for filmen og udtalte, at DR var så utroværdig, at der burde iværksættes en undersøgelse.[2]

- Daværende forsvarsminister Søren Gade kaldte i et debatindlæg[3] dec. 2006 filmen for ensidig, bevidst vildledende og at den alene havde et politisk formål. Samtidig udsendte forsvarsministeriet en redegørelse, der afviser påstandene i filmen.[4]

- Nyhedsavisen rejste, i en række artikler, stor tvivl om indholdet i filmen og DR's troværdighed.[5]

- I aug. 2007 udgav en uvildig kommission, nedsat at Syddansk Universitet, en undersøgelse der konkluderede, at filmen havde journalistisk belæg for sine påstande. Talspersonen for undersøgelsen og prorektor Mette Bock udtalte: ”Der bliver fremlagt tilstrækkelig dokumentation og indicier, brugt troværdige kilder i et omfang som gør, at filmen lykkes med det, den vil, nemlig at bringe kritisable forhold til offentlighedens kendskab”[6] Efterfølgende har denne undersøgelse været kritiseret for ikke at inddrage filmens blanding af journalistik og kunstneriske virkemidler.[7]